# Lampranthus stephanii
Lampranthus stephanii är en isörtsväxtart som först beskrevs av Schwant., och fick sitt nu gällande namn av Schwant. Lampranthus stephanii ingår i släktet Lampranthus och familjen isörtsväxter. Inga underarter finns listade i Catalogue of Life.